# Luke Danes
Luke Danes é um dos personagens principais da série americana Gilmore Girls, representado por Scott Patterson. Muitas de suas frases bem-humoradas ou sarcásticas viraram memes na internet.

## Sobre
Dono de uma lanchonete em Stars Hollow, Luke está sempre querendo ajudar os outros, tendo eles pedido ou não. Ele tem uma filha de um relacionamento anterior, o que pode acabar ou não com o seu noivado com Lorelai. Apesar de aparentar um homem rude, que trata mal as pessoas, Luke está sempre pensando nos que estão à sua volta -- as vezes esquecendo de sí.